# Józef Mucha
Józef Marek Mucha (ur. 25 kwietnia 1948 w Sieradzu) – polski rolnik i polityk, poseł na Sejm PRL VIII kadencji.

## Życiorys
Uzyskał tytuł zawodowy magistra inżyniera rolnictwa w Wyższej Szkole Rolniczej w Poznaniu w 1970. Od 1971 do 1972 był agronomem gromadzkim w Tupadłach koło Inowrocławia. W gromadzie kierował także Zjednoczonym Stronnictwem Ludowym i Związkiem Młodzieży Wiejskiej. Od stycznia 1973 do grudnia 1975 był kierownikiem gminnej służby rolnej w Chełmcach. W styczniu 1976 został zatrudniony w Urzędzie Wojewódzkim w Sieradzu, a potem pracował w Wojewódzkim Ośrodku Postępu Rolniczego w Bratoszewicach. W 1977 zajął się prowadzeniem gospodarstwa rolnego. W latach 1980–1985 pełnił mandat posła na Sejm PRL VIII kadencji w okręgu sieradzkim. Zasiadał w Komisji Leśnictwa i Przemysłu Drzewnego, Komisji Planu Gospodarczego, Budżetu i Finansów oraz w Komisji Górnictwa, Energetyki i Wykorzystania Zasobów Naturalnych.